# Mount Montreuil
Mount Montreuil är ett berg i Antarktis. Det ligger i Östantarktis. Nya Zeeland gör anspråk på området. Toppen på Mount Montreuil är 2 680 meter över havet.
Terrängen runt Mount Montreuil är bergig söderut, men norrut är den kuperad. Trakten är obefolkad. Det finns inga samhällen i närheten.